# Prefettura di Mbomou
La prefettura di Mbomou è una delle quattordici prefetture della Repubblica Centrafricana. La sua capitale è Bangassou. 